# Арнолд Вулфендејл

Сер Арнолд Витакер Вулфендејл (рођен 25. јуна 1927. године) је енглески астроном који је био Краљевски астроном у периоду од 1991. до 1995. године. Он је Емеритус професор на катедри за физику на Дурхам универзитету а био је и председник Европског физичког друштва (1999 - 2001).

## Образовање и порекло
Његова породица се преселила у Фликстон у Ланкаширу када је он имао само 18 месеци. Похађао је Стретфорд гимназију у Манчестеру. Вулфендејл је стекао диплому основних студија на пољу физике на универзитету у Манчестеру 1948. године, где је стекао докторат 1953. године и докторат на пољу наука 1970. године.

## Каријера
Током своје каријере био је предавач на следећим универзитетима: Универзитет у Манчестеру (1951–6), универзитет Дарам (1956–92), Цејлонски универзитет и Универзитет у Хонгконгу, с тим што је на универзитету Дарам такође био и декан, где је сада у служби професора емеритуса. Био је професор физике на Дараму у периоду од 1965. године до 1992. године.

## Награде и почасти
Вулфендејл је био изабран за члана Краљевског астрономског друштва 1973. године, а за члана Краљевског друштва 1977. године. Био је Краљевски астроном од 1991. до 1995. године. Године 1992. се Вулфендејл пензионисао и престао да предаје, а 1995. године је постао витез. Године 1996. је постао професор експерименталне физике при Краљевској институцији Велике Британије. Једна сала за предавање на Дурхам универзитету је названа у његову част. Има почасни докторат Универзитета у Букурешту и страни је члан Бугарске академије наука. Његова номинација за члана Краљевског друштва каже да је он: 
врло истакнут (кандидат) због својих многобројних студија на тему космичке радијације кроз серије широког спектра експерименталних истраживања и критичких анализа података о космичком зраку. Нашироко је познат по развијању две нове технике: неонска зрачна цев, визуелни детектор велике стабилности који се углавном користи у спектрограмима и студијама кваркова, као и нову верзију спектографа. Интернационално је познат као водећи ауторитет на пољу муонског спектра и пропорције пуњења на земљаном нивоу и на различитим дубинама испод земље са спектром енергије од 5 x 10 [до снаге од] 8-10 [до снаге од 13] eV, што су мере које су најосновнији подаци о космичким зрацима. Измерио је спектар протона, неутрона и пиона космичких зрака, и кроз те податке и податке о мионском спектру је утврдио да примарни спектар и однос K/pi. Резултати о интеракцији миона су били врло важни за многа друга истраживања, међу којима је и Дејвисов експеримент о соларним нутрионима. Увођење технике неонске цеви у индијске и јужноафричке експерименте на тему нутриона космичких зрака је било врло одлучно и одвело је ка јасној идентификацији неутринских интеракција и ка пропагирању космичких зрака у галаксији, па чак и до објашњења ултра-високе краја енергије примарног спектра, каои ка пореклу позадинске радијације гама-зрака. Његова оптичка група, под вођством Скарота, је недавно саставила прелепу мапу галаксије  M82 у Рејлијевом разбацаном светлу, путем које су добили тачне податке о позицији светлећег нуклеуса.

## Приватни живот
Оженио је Одри Дарби 1951. године. Имају синове близанце. Његова супруга је преминула 2007. године. Такође је и патрон Драматуршког друштва Дурхама, аматерске позоричне групе.